# Die Fledermaus

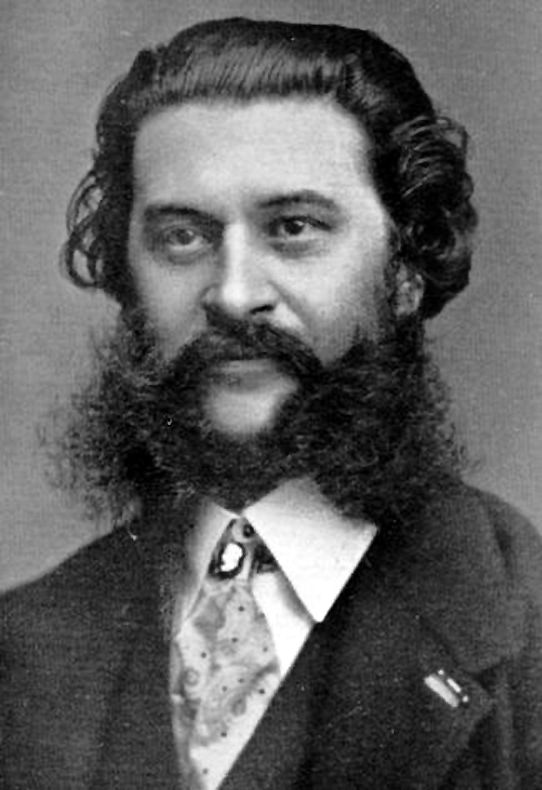
Johann Strauss jr.

Die Fledermaus (De vleermuis) is een komische operette van Johann Strauss jr. uit 1874 op een Duits libretto van Karl Haffner en Richard Genée. Het is een van de beroemdste en meest uitgevoerde operettes ooit geschreven.

## Ontstaan
Het oorspronkelijke toneelstuk van Meilhac en Halévy lag ten grondslag aan de operette. De componist Jacques Offenbach kende dit toneelstuk en had reeds plannen om er een operette van te maken, maar dat kwam er niet van.
Johann Strauss werd intussen bekend in heel Europa door zijn dansmuziek (met name zijn walsen) en door zijn muzikale en bekende vader Johann Strauss sr. die toen reeds furore had gemaakt. Offenbach kende junior en stimuleerde hem tot het schrijven van een operette, een genre dat snel aan populariteit won, onder andere in Wenen.
Strauss schreef in 1871 de operette Indigo, en in 1873 Der Carnaval in Rom. De première van Die Fledermaus was in 1874 in Wenen. Het was de derde van een serie van 16 operettes. Aanvankelijk leek het een mislukking te worden, en kreeg het werk slechte kritiek in de pers.
Toen het stuk ook in Berlijn en Parijs was gespeeld, veroverde het ook de overige Europese theaters en werd uiteindelijk ook weer in Wenen zelf gespeeld, en kreeg het de status van typisch Weense operette.
Kenmerken van deze operette zijn:
- de dansmuziek (de wals en soms ook galop),
- de overeenkomsten met het Weense Singspiel en de daaraan verwante ‘Posse mit Gesang’,
- de overeenkomst met Offenbachs Opéras Bouffes: parodistische en cabarateske werken.

Het verhaal is gebaseerd op een komische huwelijksklucht, met elementen als jaloezie, humor, genot, en feestelijke en grappige scènes.

## Rollen
Gabriël von Eisenstein/marquis Renardrentenier (tenor of bariton)
Rosalinde/Hongaarse gravinzijn vrouw (sopraan)
Adele/Olgahun dienstmeisje (sopraan)
Idazus van Adele (sopraan)
Alfredzangleraar (tenor)
Dr. Falkenotaris (bariton)
Dr. Blindadvocaat (tenor)
Frank/chevalier Chagringevangenisdirecteur (bariton)
Prins Orlofsky(mezzo-sopraan, ook counter-tenor)
Froschcipier (acteur)

## Aria's
- Alfred bezingt Rosalinde: Täubchen das entflattert ist
- Eisenstein is boos op advocaat Blind: Mit solchen Advokaten ist verkauft man und verraten
- Eisenstein en Rosalinde treuren omdat Eisenstein naar de gevangenis gaat: O Gott, wie rührt mich dies
- Orlofsky geeft de regels die in zijn huis gelden: Ich lade gern mir Gäste ein
- Adele (als Olga) zegt lachend dat ze geen dienstmeisje is: Mein Herr Marquis
- Rosalinde (als Hongaarse gravin) bewijst met een Hongaars lied dat ze uit Hongarije komt: Klänge der Heimat
- Orlofsky en de gasten bezingen champagne, de koning der wijnen: Im Feuerstrom der Reben
- Falke: Brüderlein und Schwesterlein
- Rosalinde, finale: Champagner hat 's verschuldet. Der Eisenstein wird eingespert

## Inhoud

### Acte 1
Eisensteins huis
Buiten het huis van Gabriel von Eisenstein en zijn vrouw Rosalinde bezingt operazanger Alfred zijn liefde voor Rosalinde, tot grote ontzetting van Rosalinde die de stem van haar voormalige minnaar herkent. 
Rosalindes kamermeisje Adele heeft een brief van haar zus Ida ontvangen waarin die haar vraagt een jurk van haar mevrouw te "lenen", om dan vervolgens die avond naar het huis van prins Orlofsky te gaan waar een groot feest aan de gang zal zijn. Adele zint op een smoes om weg te komen.  Ze barst in tranen uit en zegt tegen Rosalinde dat haar tante erg ziek is geworden en verpleging nodig heeft. Rosalinde weigert haar te laten gaan omdat ze juist nu niet gemist kan worden. 
Dan komt tot haar ontzetting Alfred binnen. Deze weigert weg te gaan voordat Rosalinde hem beloofd heeft dat hij mag terugkomen als ze alleen is. Rosalinde geeft toe en Alfred vertrekt. 
Net op tijd, want een woedende Eisenstein stormt binnen, op de voet gevolgd door zijn advocaat, dr. Blind. Eisensteins woedeaanvallen hebben ervoor gezorgd dat hij vijf dagen de cel in moet. Ze hebben geprobeerd dit af te wenden, maar door Eisensteins gedrag in de rechtszaal heeft hij er nog eens drie dagen bijgekregen, waarvan hij dr. Blind de schuld geeft. Hij dient zich die avond nog bij de gevangenis te melden, anders komen ze hem halen. Dr. Blind wordt buiten gezet. 
Dan komt Eisensteins vriend dr. Falke binnen. Hij haalt Eisenstein over om die avond in plaats van naar de gevangenis naar het feest van Orlofsky te gaan. Eisenstein laat Rosalinde echter in de waan dat hij naar de gevangenis gaat. Rosalinde maakt nu haar eigen plannen en geeft Adele alsnog vrij. 
Na een "emotioneel" afscheid vertrekt Eisenstein, en gelijk daarop komt Alfred weer terug, die gelijk zijn bovenkleding uitdoet en Eisensteins kamerjas aantrekt. Beiden zitten aan het souper als gevangenisdirecteur Frank binnenkomt om Eisenstein te arresteren. Stomverbaasd vraagt Rosalinde, om een schandaal te vermijden, aan Alfred te doen alsof hij haar man is. Deze gaat akkoord en vertrekt met Frank naar de gevangenis.

### Acte 2
De balzaal in Villa Orlofsky
Adele begroet haar zus die stomverbaasd is haar daar te zien. Ze heeft Adele geen brief gestuurd en haar dus ook niet gevraagd naar het feest te komen. Ze besluiten Adele aan de prins voor te stellen als Olga, een kunstenares. 
Orlofsky klaagt tegen Falke dat hij nergens meer om lachen kan en zich overal dood verveelt. Falke antwoordt dan dat hij vanavond waarschijnlijk wel zal lachen, omdat hij een dramatische scherts op touw heeft gezet, genaamd De Wraak van de Vleermuis, en een van de actrices is zojuist gearriveerd. 
Ida stelt Adele voor als haar zus Olga. Orlofsky geeft de dames een envelop met geld om hun geluk bij het spel te gaan proberen. 
Dan arriveert Eisenstein die door Falke voorgesteld wordt als marquis Renard, en Orlofsky drinkt een wodka met hem. De meisjes keren terug van de speeltafels omdat ze alles verloren hebben. Eisenstein herkent Adele, in een japon van zijn vrouw nog wel, maar deze doet alsof ze zwaar beledigd is dat hij een dame van stand aanziet voor een kamermeisje. Eisenstein trapt erin en maakt excuses. 
Dan verschijnt gevangenisdirecteur Frank, die door Falke voorgesteld wordt als chevalier Chagrin.
Orlofsky vraagt Falke naar die vleermuis, en vervolgens vertelt Eisenstein dat hij en Falke eens naar een gekostumeerd bal zijn geweest waarbij Falke verkleed was als vleermuis, en dat hij hem 's morgens straalbezopen op het marktplein heeft achtergelaten, waarna Falke in het vleermuiskostuum onder het gelach en gejoel van de mensen naar huis moest lopen. Orlofsky vraagt of Falke nog geen wraak genomen heeft, maar Eisenstein antwoordt dat hij op zijn hoede is.
Op de vraag wanneer er gegeten gaat worden zegt Falke dat men nog moet wachten op een dame, een Hongaarse gravin die incognito zal arriveren omdat ze onbekend wil blijven. De dame arriveert uiteindelijk; het is Rosalinde, die gereageerd heeft op een briefje van Falke waarin hij haar vraagt te komen kijken hoe haar echtgenoot zijn straf uitzit: aan de arm van een dame, die ze herkent als Adele. Ze besluit wraak te nemen. Eisenstein ontdekt de onbekende dame en begint haar te versieren door middel van een klingelend dameshorloge. Met een list weet Rosalinde haar hand op het klokje te leggen en laat een beteuterde Eisenstein staan.
Het feest gaat door en de champagne vloeit rijkelijk, en zowel Eisenstein als Frank raken behoorlijk aangeschoten. Dan slaat de klok zes uur, en de feestvierders vertrekken.

### Acte 3
Het kantoor van gevangenisdirecteur Frank
Cipier Frosch heeft een zware nacht achter de rug, vooral omdat de heer uit cel nr. 12, Alfred, de hele nacht heeft gezongen en nu om een advocaat roept. Gelukkig heeft Frosch zijn borreltje dat hem op de been houdt. 
Een tamelijk aangeschoten Frank arriveert op zijn kantoor en vraagt naar de gang van zaken. Frosch zegt dat nummer 12 een advocaat wil, en Frank zegt dat hij hem zijn zin moet geven. Dan gaat de bel en Adele en Ida komen binnen. Adele bekent dat ze geen kunstenares is, maar slechts het kamermeisje van Eisenstein, en ze wil Frank vragen of hij haar geen opleiding wil geven. 
Dan gaat weer de bel. Het is Eisenstein die z'n straf komt uitzitten. Frank moet hier om lachen, omdat hij, naar hij meent, gisterenavond Eisenstein zelf gearresteerd heeft, terwijl hij zat te souperen met zijn vrouw. Eisenstein begrijpt er niks van en besluit uit te zoeken hoe het zit. 
Frank wordt weggeroepen door Frosch en vervolgens komt Dr. Blind binnen, die geroepen is als advocaat voor Eisenstein. Eisenstein maakt hem zijn kleren en pruik afhandig en sluit hem op. Dan verschijnt Alfred voor een gesprek met zijn advocaat, en even later komt ook Rosalinde binnen, die haar man, vermomd als advocaat, niet herkent. Ze vertellen hun verhaal en Eisenstein zwaait met een beschuldigende vinger, wat beiden nogal vreemd vinden aangezien hij hun advocaat is. Dan houdt hij het niet langer uit en hij onthult wie hij is, en schreeuwt om wraak. 
Dan laat Rosalinde Eisensteins klokje tingelen en vraagt wie hier nu wraak wil. Eisenstein beseft nu dat Rosalinde de onbekende Hongaarse was, maar hij begrijpt er verder niks meer van. Dan komt het hele gezelschap van de vorige avond binnen, en Falke onthult dat alles een grote grap was die hij bedacht had om Eisenstein de vleermuisaffaire betaald te zetten. Eisenstein vraagt Rosalinde om vergeving, Orlofsky besluit Adele een opleiding te geven en iedereen is weer blij. Eisenstein wordt opgesloten.

## Bekende opnamen
Er zijn ongeveer twintig opnamen van Die Fledermaus beschikbaar. Enige van de bekendere zijn:
| Jaar | Eisenstein (als marquis Renard) | Rosalinde (als Hongaarse gravin) | Adele (als Olga) | Alfred            | Orlofsky             | Dirigent             |
| ---- | ------------------------------- | -------------------------------- | ---------------- | ----------------- | -------------------- | -------------------- |
| 1949 | Julius Patzak                   | Anny Schlemm                     | Rita Streich     | Helmut Krebs      | Anneliese Müller     | Ferenc Fricsay       |
| 1950 | Julius Patzak                   | Hilde Gueden                     | Wilma Lipp       | Anton Dermota     | Sieglinde Wagner     | Clemens Krauss       |
| 1955 | Nicolai Gedda                   | Elisabeth Schwarzkopf            | Rita Streich     | Helmut Krebs      | Rudolf Christ        | Herbert von Karajan  |
| 1960 | Waldemar Kmentt                 | Hilde Gueden                     | Erika Köth       | Giuseppe Zampieri | Regina Resnik        | Herbert von Karajan  |
| 1971 | Eberhard Wächter                | Gundula Janowitz                 | Renate Holm      | Waldemar Kmentt   | Wolfgang Windgassen  | Karl Böhm            |
| 1971 | Nicolai Gedda                   | Anneliese Rothenberger           | Renate Holm      | Adolf Dallapozza  | Brigitte Fassbaender | Willi Boskovsky      |
| 1974 | Rudolf Schock                   | Wilma Lipp                       | Renate Holm      | Cesare Curzi      | Elisabeth Steiner    | Robert Stolz         |
| 1974 | Hermann Prey                    | Júlia Várady                     | Lucia Popp       | René Kollo        | Ivan Rebroff         | Carlos Kleiber       |
| 1986 | Peter Seiffert                  | Lucia Popp                       | Eva Lind         | Plácido Domingo   | Agnes Baltsa         | Plácido Domingo      |
| 1987 | Werner Hollweg                  | Edita Gruberová                  | Barbara Bonney   | Josef Protschka   | Marjana Lipovsek     | Nikolaus Harnoncourt |
| 1990 | Wolfgang Brendel                | Kiri Te Kanawa                   | Edita Gruberová  | Richard Leech     | Brigitte Fassbaender | André Previn         |

## Filmbewerkingen
Die Fledermaus is talloze malen voor film en televisie bewerkt:
| Jaar | Land                | Opmerking                          | Regie                                | Eisenstein (als marquis Renard) | Rosalinde (als Hongaarse gravin) | Adele (als Olga)       | Orlofsky             | Frosch               |
| ---- | ------------------- | ---------------------------------- | ------------------------------------ | ------------------------------- | -------------------------------- | ---------------------- | -------------------- | -------------------- |
| 1923 | Duitsland           | Stomme film                        | Max Mack                             | Harry Liedtke                   | Eva May                          | Lya De Putti           |                      |                      |
| 1931 | Frankrijk/Duitsland |                                    | Carl Lamac                           |                                 |                                  |                        |                      |                      |
| 1933 | Engeland            | Waltz Time - nieuwe titel          | Wilhelm Thiele                       | Fritz Schulz                    | Evelyn Laye                      | Gina Malo              | George Baker         | Jay Laurier          |
| 1937 | Duitsland           |                                    | Paul Verhoeven                       |                                 |                                  |                        |                      |                      |
| 1945 | Duitsland           | Released 1946                      | Géza von Bolváry                     | Johannes Heesters               | Marte Harell                     | Dorit Kreysler         | Siegfried Breuer     | Josef Egger          |
| 1955 | Engeland            | Oh... Rosalinda!! - nieuwe titel   | Michael Powell en Emeric Pressburger | Michael Redgrave                | Ludmilla Tchérina                | Anneliese Rothenberger | Anthony Quayle       | Oskar Sima           |
| 1955 | DDR                 | Rauschende Melodien - nieuwe titel | E. W. Fiedler                        | Erich Arnold                    | Jarmila Ksirová                  | Sonja Schöner          | Gerd Frickhöffer     | Josef Egger          |
| 1959 | Duitsland           | Televisieaanpassing                | Kurt Wilhelm                         | Friedrich Schoenfelder          |                                  |                        |                      |                      |
| 1962 | Oostenrijk          |                                    | Géza von Cziffra                     | Peter Alexander                 | Marianne Koch                    | Marika Rökk            | Boy Gobert           | Hans Moser           |
| 1968 | Denemarken          | Flagermusen - nieuwe titel         | John Price                           | Poul Reichhardt                 | Birgitte Bruun                   | Ellen Winther          | Susse Wold           | Buster Larsen        |
| 1972 | Duitsland           |                                    | Otto Schenk                          | Eberhard Wächter                | Gundula Janowitz                 | Renate Holm            | Wolfgang Windgassen  | Otto Schenk          |
| 1979 | Sovjet-Unie         | Летучая Мышь - nieuwe titel        | Yan Frid                             | Yuri Solomin                    | Lyudmila Maksakova               | Larisa Udovichenko     | Yuri Vasilyev        |                      |
| 1984 | Engeland            | televisieaanpassing                | Humphrey Burton                      | Hermann Prey                    | Kiri Te Kanawa                   | Hildegard Heichele     | Doris Soffel         | Josef Meinrad        |
| 1986 | Duitsland           |                                    | Otto Schenk                          | Eberhard Wächter                | Pamela Coburn                    | Janet Perry            | Brigitte Fassbaender | Franz Muxeneder      |
| 1990 | Engeland            |                                    | Humphrey Burton                      | Louis Otey                      | Nancy Gustafson                  | Judith Howarth         | Jochen Kowalski      | John Sessions        |
| 1997 | Oostenrijk          |                                    | Lindy Hume                           | Anthony Warlow                  | Gillian Sullivan                 | Amelia Farrugia        | Suzanne Johnston     | Geoff Kelso          |
| 2001 | Frankrijk           | La chauve-souris                   | Don Kent                             | Christoph Homberger             | Mireille Delunsch                | Malin Hartelius        | David Moss           | Elisabeth Trissenaar |